# Ellenboro (Virgínia de l'Oest)
Ellenboro és una població dels Estats Units a l'estat de Virgínia de l'Oest. Segons el cens del 2000 tenia 373 habitants.

## Demografia
Segons el cens del 2000, Ellenboro tenia 373 habitants, 158 habitatges, i 103 famílies. La densitat de població era de 184,6 habitants per km².
Dels 158 habitatges en un 27,8% hi vivien nens de menys de 18 anys, en un 49,4% hi vivien parelles casades, en un 12,7% dones solteres, i en un 34,2% no eren unitats familiars. En el 27,8% dels habitatges hi vivien persones soles el 14,6% de les quals corresponia a persones de 65 anys o més que vivien soles. El nombre mitjà de persones vivint en cada habitatge era de 2,36 i el nombre mitjà de persones que vivien en cada família era de 2,89.
Per edats la població es repartia de la següent manera: un 19,3% tenia menys de 18 anys, un 11,8% entre 18 i 24, un 28,4% entre 25 i 44, un 26,8% de 45 a 60 i un 13,7% 65 anys o més.
L'edat mediana era de 41 anys. Per cada 100 dones de 18 o més anys hi havia 91,7 homes.
La renda mediana per habitatge era de 22.500 $ i la renda mediana per família de 26.563 $. Els homes tenien una renda mediana de 21.111 $ mentre que les dones 20.417 $. La renda per capita de la població era de 17.418 $. Entorn del 26,7% de les famílies i el 30,7% de la població estaven per davall del llindar de pobresa.

## Poblacions més properes
El següent diagrama mostra les poblacions més properes.